# Curt Becker (Rechtsanwalt)
Curt Franz Hugo Wilhelm Becker, fälschlich häufig auch Kurt Becker, (* 30. März 1902 in Stolp † nach 1970) war ein deutscher Rechtsanwalt.

## Leben

### Herkunft und Ausbildung
Nach dem Schulbesuch studierte Becker Rechtswissenschaften. Ob Becker promovierte, ist nicht eindeutig geklärt. In verschiedenen Quellen wird Becker der Doktorgrad zugeschrieben, eine zeitlich passende Dissertation ist jedoch nicht nachweisbar. Ab ca. 1931 praktizierte Becker als Rechtsanwalt in Berlin (Kanzlei Uhlandstraße 28).

### Politische und juristische Tätigkeit im Umfeld von Walther Stennes und Otto Strasser in den Jahren 1931 und 1932
Obwohl Becker formal in den frühen 1930er Jahren der NSDAP nahe stand, arbeitete er dieser in der Praxis entgegen: So vertrat er im Edenpalast-Prozess vom Mai 1931 vier SA-Männer vom SA-Sturm 33 ("Mördersturm"), die vor dem Gericht in Charlottenburg wegen der Beteiligung an einem Angriff auf eine Gruppe von Kommunisten im Tanzlokal Edenpalast angeklagt waren, als Verteidiger. Obwohl er somit der juristische Beistand der angeklagten Nationalsozialisten war, arbeitete Becker hinter den Kulissen mit dem kommunistischen Rechtsanwalt Hans Litten, der als Nebenkläger der angegriffenen Kommunisten an dem Prozess beteiligt war, zusammen: Als Anhänger von Stennes unterstützte Becker die politische Zielsetzung, die Litten im Rahmen dieses Verfahrens verfolgte, nämlich den Prozess zu benutzen, um Hitler, den Berliner Gauleiter Goebbels und die gesamte politische Führung der Partei zu diskreditieren. Dies wollte Litten, begünstigt von Becker, der ihm durch die Art seiner Verteidigung entsprechend entgegenarbeitete, erreichen, indem er die Taktik der Parteiführung der NSDAP aufdeckte, die SA – trotz des offiziellen Legalitätsbekenntnisses der NSDAP – im Verborgenen systematisch zu die öffentliche Ordnung störenden Gewalttaten aufzustacheln.
Die bürgerliche Vossische Zeitung kennzeichnete Becker angesichts seiner Rolle im Eden-Palast-Prozess im Mai 1931 als einen Sympathisanten „der revolutionären Gruppe der Hitler-Partei“ und als „Gegner Hitlers“. Vor 1931 soll Becker, einem Artikel aus der Neuen Weltbühne von 1933 zufolge, eine Bürogemeinschaft mit dem später als Verteidiger von Ernst Torgler während des Reichstagsbrandprozesses bekannt gewordenen Alfons Sack gebildet haben. Otto Strasser bezeichnete Becker später als einen „Stennes-Anhänger“, der sich ihm, Strasser, „angeschlossen“ habe ([Dr. Becker was] a follower of Stennes and had then joined my ranks).
Deutschlandweite Bekanntheit erlangte Becker, als er 1931 als Rechtsanwalt des ehemaligen Berliner SA-Chefs Walther Stennes Anzeige gegen Adolf Hitler wegen Beleidigung erstattete und ihn vor Gericht brachte. Hintergrund waren die Ereignisse der sogenannten Stennes-Revolte vom April 1931.
Anfang 1931 hatten bereits seit längerer Zeit Konflikte zwischen Hitler und Walter Stennes – der seit 1928 als OSAF-Ost die Führung der SA, des Straßenkampfverbands der NSDAP, in Berlin und Ostdeutschland innehatte – geschwelt, die sich im Wesentlichen um die Frage drehten, auf welche Weise man mit den größten Erfolgsaussichten die Macht im Staat würde übernehmen können: Hitler plädierte damals für eine strikt legale Vorgehensweise, bei der man durch Wahlsiege eine Mehrheit der Reichstagsmandate erringen und auf diese Weise die Regierungsmacht auf verfassungskonformem Wege übernehmen würde, um die Verfassung anschließend von der Machtposition der Legislative und Exekutive aus, sozusagen „von innen“, zu beseitigen; der sehr viel aktivistischer ausgerichtete Stennes trat hingegen dafür ein, die Staatsmacht auf gewaltsame, revolutionäre Weise durch einen Putsch der SA in den Besitz der NSDAP- und SA-Führung zu bringen. Im März 1931 war es über diese Meinungsverschiedenheiten zum endgültigen Bruch zwischen Hitler und Stennes gekommen: Als Stennes zum Monatsende von Hitlers neu ernanntem Stabschef Ernst Röhm als Berliner SA-Chef abberufen und nach München in den Stab der SA-Führung versetzt wurde, widersetzte er sich dem Befehl und kündigte Hitler den Gehorsam auf. Um seinen eigenen Kurs durchzusetzen, versuchte er die Berliner SA aus der NSDAP herauszubrechen und als eigenständige, von der Partei unabhängige Organisation zu etablieren. Die SA im restlichen Reichsgebiet hoffte er mitzuziehen. Trotz einiger Anfangserfolge scheiterte die von Stennes angeführte Meuterei der Berliner SA gegen Hitler und die Berliner NSDAP-Führung um Joseph Goebbels schließlich. Nach einigen Wochen konnten die von Hitler als Sonderkommissare eingesetzten Parteifunktionäre Paul Schulz und Edmund Heines das Gros der Berliner SA-Angehörigen dazu bewegen, ihre Loyalität zu Hitler zu erneuern. Stennes und eine Reihe Getreuer, die aus Partei und SA ausgestoßen wurden oder diese von sich aus verließen, gründeten daraufhin ihre eigene Organisation, die fortan in scharfer Gegnerschaft zur NSDAP stand.
Während des Wettstreits von Stennes und Hitler um die Loyalität der Berliner SA-Leute hatte Hitler im April 1931 – in dem Bestreben, Stennes zu diskreditieren und so möglichst viele SA-Angehörige davon abzuhalten, sich ihm anzuschließen – wiederholt öffentlich den Vorwurf gegen Stennes erhoben, dass er sich als Polizeispitzel in die NSDAP eingeschlichen habe, so z. B. in Der Angriff vom 4. April 1931 („Wer ist Herr Stennes? Polizeihauptmann außer oder im Dienst??“) oder im Völkischen Beobachter vom 5., 6. und 7. April 1931 (Stennes ein Mitarbeiter Grzesinskis! [= Berliner Polizeipräsident]). Stennes hatte daraufhin, unterstützt von Becker, die erwähnte Beleidigungsklage erhoben, die sich außer gegen Hitler auch gegen den Chefredakteur des Angriffs Julius Lippert richtete. Das Verfahren wurde schließlich am 16. Januar 1932 vor dem Amtsgericht Berlin-Mitte verhandelt und endete mit einem Freispruch Hitlers. Lippert wurde wegen übler Nachrede zu 300 RM verurteilt. Als Rechtsanwalt Hitlers und Counterpart von Becker fungierte dabei Hans Frank.
Becker war auch in die Affäre um die sogenannten Heimsoth-Briefe verwickelt: Ernst Röhm hatte in den Jahren 1928 bis 1930 an Beckers Klienten Karl-Günther Heimsoth Briefe geschrieben, aus denen Röhms homosexuelle Veranlagung in kompromittierender Weise hervorging. Heimsoth hatte diese Briefe spätestens 1931 in die Obhut Beckers gegeben, der sie in seinen Büroräumen aufbewahrte. Bei einer am 13. Juli 1931 auf Anordnung des Strafgerichts München durchgeführten Hausdurchsuchung von Beckers Geschäftsräumen durch die Abteilung IA der Preußischen Politischen Polizei wurden die Heimsoth-Briefe beschlagnahmt, dem Landgericht I in München übergeben und anschließend in einem Strafverfahren gegen Röhm wegen homosexueller Betätigung nach § 175 StGB verwendet. Im Zuge des Reichspräsidentschaftswahlkampfs von 1932 wurden die Briefe in einer in großer Auflage herausgegebenen Broschüre (Drei Briefe Ernst Röhms an Dr. Heimsoth) veröffentlicht.

### NS-Zeit, Zweiter Weltkrieg und Nachkriegszeit
Nach dem Machtantritt der Nationalsozialisten im Jahr 1933 wurde Becker unter dem Vorwurf des "Hochverrats" für fünf Monate in Haft genommen, bevor er wieder auf freien Fuß gelangte und weiter als Anwalt praktizieren durfte.
1936 wurde Becker wegen Homosexualität in ein nationalsozialistisches Konzentrationslager eingeliefert. Die Haft kann aber nicht von allzu langer Dauer gewesen sein: 1937 befand er sich nämlich wieder in Freiheit. In diesem Jahr erhielt er eine Warnung, dass er erneut in Gefahr sei. Daraufhin floh er in die Tschechoslowakei, von wo er nach Shanghai ging. 1938 erhielt Becker dort eine Stellung als Buchhalter für die Firma Krawyer & Co., die Vertreter von Lurgi in Japan. Im Dezember 1939 wurde er in dieser Position durch ein NSDAP-Mitglied namens Noltenius ersetzt und anschließend als NS-Gegner in der deutschen Kolonie marginalisiert. Im April 1942 beantragte der deutsche Polizeiattaché in Japan, Josef Meisinger, Becker seine deutsche Staatsangehörigkeit zu entziehen. Einem Buch zufolge wurde diese ihm dann auch tatsächlich aberkannt.
Otto Strasser schrieb in einem 1943 erschienenen Buch irrtümlich, dass Becker in das „Konzentrationslager Königstein, eine umgewandelte Festung“ (Koenigstein concentration camp, a coverted fortress) gebracht worden sei.
Nach dem Zweiten Weltkrieg wurde Becker von den amerikanischen Besatzungsbehörden in Japan als Zeuge vernommen.
In den 1950er und 1960er Jahren ist Becker in Tokyo nachweisbar, wo er eine Rechtsanwaltskanzlei betrieb. Im Directory of Foreign Residents für das Jahr 1967 ist er als „Curt W. Becker“ verzeichnet mit Wohnsitz in Tsurumaki 2-chome im Stadtteil Setagaya-ku von Tokio. Auch im Japan Directory 1972, Bd. 3, S. 17 ist Becker mit dieser Adresse und mit Kanzlei im Fukoku Building in Tokyo enthalten.
Becker gehörte seit dem 16. Mai 1951 der Japan Federation of Bar Associations (JFBA) als assoziiertes Mitglied an, bei der er bis zum 2. Juli 1980 registriert war.

## Archivarische Überlieferung
Im Brandenburgischen Landeshauptarchiv befindet sich im Bestand Rep. 4A (Kammergericht Berlin, Personalia) eine Personalakte zu Becker (4A KG Pers 7118).